# West Bowman
West Bowman es un territorio no organizado ubicado en el condado de Bowman en el estado de Dakota del Norte (Estados Unidos). 

## Geografía
West Bowman se encuentra ubicado en las coordenadas 46°5′57″N 103°52′40″O / 46.09917, -103.87778. Según la Oficina del Censo de los Estados Unidos, en 2010 tenía una superficie total de 739,31 km², de la cual 737,96 (98,82%) correspondían a tierra firme y 1,34 (0,18%) a agua.

## Demografía
Según el censo de 2010, West Bowman estaba habitado por 104 personas, todas ellas de raza blanca, y su densidad de población era de 0,14 hab/km².